# Droga Brata Alberta
Droga Brata Alberta – ulica Zakopanego prowadząca od alei Przewodników Tatrzańskich (Kuźnice) do hotelu górskiego PTTK na Kalatówkach. Znajduje się w całości na obszarze Tatr (Dolina Bystrej) i Tatrzańskiego Parku Narodowego. Obowiązuje na niej zakaz wjazdu dla pojazdów samochodowych (z wyjątkiem pojazdów służb i uprawnionych oraz rowerów). Przeznaczona jest głównie dla pieszych i jest bardzo popularnym szlakiem turystycznym.
Droga została rozbudowana w latach 1938–1939. Ma nawierzchnię brukowaną granitowymi kamieniami (tzw. „kocie łby”). Zaczyna się od placu w Kuźnicach, na wschód od dolnej stacji kolei linowej Kasprowy Wierch. Prowadzi cały czas na południe i dość stromo w górę obok elektrowni wybudowanej przez hrabiego Władysława Zamoyskiego w latach 1884–1905. Przy drodze punkt pobierania opłat za wstęp do parku narodowego. Po zachodniej stronie, w zboczach Krokwi w kilku miejscach znajdują się źródełka z wodą.
W odległości 0,8 km od Kuźnic po prawej stronie na zbocza Krokwi odgałęzia się inna droga i szlak turystyczny do klasztoru Albertynów na Śpiącej Górze. Zaraz powyżej, po lewej stronie drogi znajduje się klasztor Albertynek na Kalatówkach. Za terenem klasztoru szlak turystyczny rozwidla się; jedna nitka prowadzi na lewo, druga prosto dalej Drogą Brata Alberta.
Przy hotelu na Kalatówkach, na wysokości 1195 m n.p.m. brukowana Droga Brata Alberta kończy się. Ma długość 1,6 km, jej czas przejścia w górę wynosi 30 min. Różnica wysokości 184 m.

## Szlaki turystyczne
z Kuźnic przez Kalatówki do schroniska PTTK na Hali Kondratowej. Przy klasztorze Albertynek szlak rozwidla się. Obydwie nitki szlaku łączą się powtórnie po drugiej stronie polany Kalatówki.